# Pokolj u Lipi 30. travnja 1944.
Pokolj u Lipi naziv je za ratni zločin iz Drugoga svjetskog rata u kojemu su pripadnici njemačkih, talijanskih i četničkih postrojbi ubili oko 269 civila iz sela Lipe. Ubijeni su svi stanovnici zatečeni u selu, a sve kuće i gospodarski objekti su spaljeni.

## Pozadina
U sklopu naredbi generala 97. njemačkog korpusa Ludwiga Kublera, tzv. Deset zapovijedi, pokrenuta je jedna od akcija čišćenja terena od, po njihovim riječima, partizanskih „bandi“, naziva Braunschweig. U akciji sudjeluju njemačke nacističke snage i talijanski fašisti koji su nakon kapitulacije Italije, u rujnu 1943., pod njemačkim zapovjedništvom.

## Pokolj u Lipi
30. travnja 1944. godine nacističke i fašističke snage ulaze u selo Lipa i u svega nekoliko sati muče i ubijaju svih 269 stanovnika koje su zatekli u selu. Imovina stanovnika, uključujući životinje, otuđena je, a svi stambeni i gospodarski objekti zapaljeni su. Većina stanovnika ubijena je u prostoru Kvartirkine kuće na čijem mjestu danas stoji spomenik. 
 Među ubijenima je bilo 96 djece, od kojih je najmlađe imalo 7 mjeseci. Memorijalni centar "Lipa pamti" brine o popisu žrtava.

## Suđenje
Prema sudskom postupku kasnije zarobljenog fašista iz postrojbe u Rupi, Umberta Scalle, masakr u Lipi izvršilo je 150 vojnika – 80 njemačkih, 40 fašista, te trideset četnika. Nakon rata, identificirano je njih 36, a poznato je tek da je jedan od njih, Aurelio Piesz, za ovaj zločin suđen, proglašen krivim i obješen u Trstu 1945. godine.

## Lipa nakon II. svjetskog rata
Preživjeli stanovnici Lipe, koji na dan pokolja nisu bili u Lipi, po okončanju rata vraćaju se u selo i pokreću obnovu. Godine 1966. Lipa se proglašava spomen-mjestom, a 1968. otvoren je spomen-muzej koji je djelovao do 1989. godine. Muzej pod imenom Memorijalni centar "Lipa pamti" obnovljen je i ponovno otvoren 2015. godine u sklopu Pomorskog i povijesnog muzeja Hrvatskog primorja u Rijeci.

## Vanjske poveznice
- Memorijalni centar Lipa pamti, službene stranice